# Gare de Mauves-sur-Loire
Gare de Mauves-sur-Loire – przystanek kolejowy w Mauves-sur-Loire, w departamencie Loara Atlantycka, w regionie Kraj Loary, we Francji.
Jest przystankiem kolejowym Société nationale des chemins de fer français (SNCF), obsługiwanym przez pociągi TER Pays de la Loire, kursujących między Nantes i Angers.